# Albert Gaubier
Albert Gaubier född 13 september 1908 i Warszawa, död 1 december 1990 i Alicante, polsk-svensk regissör, koreograf och dansare.

## Biografi
Gaubier ville tidigt bli dansare och fick sin utbildning vid operan i Warszawa. Därefter kom han till Monte Carlo, där han fick anställning vid Sergej Djagilevs berömda danstrupp Ballets Russes. Senare var han verksam som balettmästare vid ett flertal operahus i Europa. Gaubier fann en fristad i Danmark, som inte fördömde judar och homosexuella, och bosatte sig i Köpenhamn 1932. Där öppnade han Gaubiers musikdramatiske skole och skapade sin egen corps de ballet, Gaubier-baletten. Kronprins Fredrik var en stor beundrare av Gaubier och blev beskyddare för skolan 1939.
Under Andra världskrigets judeförföljelser var han tvungen att fly till Sverige. Han engagerades av Oscar Winge på Hipp i Malmö, där han mötte Nils Poppe för första gången i revyn Guldgubbar. Samarbetet med Poppe resulterade i tolv långfilmer och teateruppsättningarr. I början av 1960-talet delade Gaubier och Nils Poppe för chefskapet på Södra Teatern i Malmö där man producerade revyer med eleganta shownummer.

## Filmografi
- 1945 – Blåjackor
- 1946 – I dödens väntrum
- 1947 – Tappa inte sugen
- 1972 – Oh, mein Poppe!

### Regi
- 1984 – Två man om en änka
- 1985 – Lilla helgonet

### Koreografi
- 1945 – Sten Stensson kommer till stan
- 1947 – Tappa inte sugen
- 1952 – Flyg-Bom
- 1955 – Stampen
- 1992 – Blomman från Hawaii

## Teater

### Regi
| År   | Produktion                                | Upphovsmän                                                                    | Teater                                                               |
| ---- | ----------------------------------------- | ----------------------------------------------------------------------------- | -------------------------------------------------------------------- |
| 1958 | Oh, mein Papa! Das Feuerwerk              | Erik Charell, Jürg Amstein och Paul Burkhard Översättning Britt G. Hallqvist  | Norrköping-Linköping stadsteater Regi tillsammans med John Zacharias |
| 1959 | Här dansar Charleys tant Where's Charley? | George Abbot och Frank Loesser                                                | Intiman                                                              |
| 1969 | Den glade soldaten Bom                    | Carro Bergkvist                                                               | Fredriksdalsteatern                                                  |
| 1971 | Vita Hästen Im weißen Rößl                | Ralph Benatzky, Erik Charell och Hans Müller-Einigen Bearbetning Kar de Mumma | Fredriksdalsteatern                                                  |

### Koreografi
| År   | Produktion                               | Upphovsmän                                                                                  | Regi               | Teater                           |
| ---- | ---------------------------------------- | ------------------------------------------------------------------------------------------- | ------------------ | -------------------------------- |
| 1948 | Vita hästen Im weißen Rößl               | Hans Müller och Ralph Benatzky Bearbetning Kar de Mumma och Karl Ewert                      | Max Hansen         | Oscarsteatern                    |
| 1951 | Lorden från gränden Me and My Girl       | L. Arthur Rose och Noel Gay Bearbetning och sångtexter Gardar Sahlberg                      | Nils Poppe         | Helsingborgs stadsteater         |
| 1952 | Elddonet Fyrtøiet                        | L. Thane                                                                                    | Ingrid Luterkort   | Helsingborgs stadsteater         |
| 1952 | Lorden från gränden Me and my girl       | L Arthur Rose och Noel Gay Bearbetning och sångtexter Gardar Sahlberg                       | Nils Poppe         | Norrköping-Linköping stadsteater |
| 1954 | Popperetten Bom                          | Adolf Schütz, Paul Baudisch, Jules Sylvain och Gösta Rybrant                                | Nils Poppe         | Vasateatern                      |
| 1955 | Blåjackor Boys in Blue                   | Lajos Lajtai och Lauri Wylie                                                                | John Zacharias     | Norrköping-Linköping stadsteater |
| 1956 | Vita hästen Im weißen Rößl               | Hans Müller och Ralph Benatzky Översättning Kar de Mumma och Karl-Ewert                     | John Zacharias     | Norrköping-Linköping stadsteater |
| 1958 | Spetsbyxor, vaudeville                   | P.A. Henriksson                                                                             | Nils Poppe         | Idéonteatern                     |
| 1959 | Här dansar Charleys tant Where’s Charley | George Abbot och Frank Loesser Översättning Esse Björkman                                   | Lars-Erik Liedholm | Norrköping-Linköping stadsteater |
| 1970 | Lorden från gränden Me and My Girl       | L. Arthur Rose och Noel Gay Översättning Carro Bergkvist, Gardar Sahlberg och Arne Wahlberg | Martin Söderhjelm  | Fredriksdalsteatern              |
| 1971 | Vita Hästen Im weißen Rößl               | Ralph Benatzky, Erik Charell och Hans Müller-Einigen Bearbetning Kar de Mumma               | Albert Gaubier     | Fredriksdalsteatern              |
| 1972 | Pengar                                   | Nils Poppe, Arne Wahlberg och Nils Hansén                                                   | Martin Söderhjelm  | Fredriksdalsteatern              |
| 1982 | Blomman från Hawaii Die Blume von Hawaii | Paul Abraham, Alfred Grünwald, Fritz Löhner-Beda och Imre Földes                            | Gösta Folke        | Fredriksdalsteatern              |